# 경북공업고등학교
경북공업고등학교(慶北工業高等學校)는 대한민국 대구광역시 중구 남산동에 위치한 사립 고등학교이다.

## 학교 연혁
- 1955년 2월 3일 : 경북공업고등학교 설립인가, 설립자 최현우 박사, 초대 재단 이사장 박두억
- 1955년 2월 10일 : 초대 교장 최현우 박사 취임
- 1955년 4월 20일 : 개교 및 입학식
- 1960년 2월 1일 : 향교에서 남산동 현교사로 이전
- 1961년 3월 7일 : 병설 경구 중학교 설립인가
- 1967년 12월 30일 : 2부 설립 인가(기계 2, 전기 2, 방직 1, 계 15학급)
- 1970년 8월 30일 : 공학관 준공(936평)
- 1977년 10월 8일 : 현암관 준공(5층 1200평)
- 1996년 2월 28일 : 실험실습실(417m2) 증축
- 1998년 1월 19일 : 신축교사(실습동 491.40m2) 준공
- 1999년 9월 6일 : 야간부 폐지, 남녀공학, 학년당 11학급 (건축 1, 기계 3, 섬유 2, 화공 2, 토목 1, 전기 2)
- 2005년 2월 26일 : 현암육영관 다목적 교실 준공
- 2006년 7월 31일 : 특성화 학교 지정 (특성화학과, 패션신소재설계과)
- 2006년 12월 18일 : 제3대 최종해 이사장 취임
- 2008년 12월 30일 : 전학과 특성화 지정
- 2015년 4월 20일 : 개교 60주년 기념행사 및 설립자 최현우 박사 동상 제막식
- 2021년 3월 1일 : 제10대 교장 박근호 취임
- 2022년 1월 7일 : 제66회 졸업식(졸업생 259명, 누계 36,977명)

## 설치 학과
- 전자기계과
- 다이텍소재디자인과
- 공간드론토목과
- 전자전기과
- 반도체화학공업과
- 건축그래픽디자인과

## 참고 자료
- 경북공업고등학교 - 한국교육학술정보원 학교알리미